# Teopompo
Teopompo, figlio di Damasistrato (in greco antico: Θεόπομπος?, Theòpompos; Chio, anno discusso – 320 a.C.), è stato uno storico greco antico.

## Biografia
Nacque a Chio forse nel 404/3 a.C. o forse nel 378/7 a.C. e visse a lungo alla corte di Filippo II di Macedonia. Secondo una lunga tradizione, ormai spesso messa in dubbio, Teopompo, insieme ad Eforo di Cuma, sarebbe stato allievo della scuola di retorica di Isocrate. Oltre che storico, fu di certo anche celebre e prolifico retore.
Secondo Fozio sarebbe stato cacciato insieme al padre per essere filospartano e sarebbe riuscito a riottenere la cittadinanza solo grazie a una lettera di Alessandro Magno..
Venuti a mancare i vincoli dell'intercessione di Alessandro alla morte di quest'ultimo, Teopompo sarebbe dovuto ripartire da Chio e si sarebbe presentato alla corte dei Tolomei, tuttavia senza esservi accettato. Si discute tuttavia sull'attendibilità di questa notizia, poiché sembra provenire da una tradizione aneddotica tarda, poi confluita in Fozio.

## Opere
Secondo quanto egli stesso dichiarava, Teopompo vantava per sé stesso una certa fama e produttività: 20 000 righe di discorsi epidittici e 150 000 di storiografia.
L'Epitome di Erodoto, di cui parla la tradizione, pare essere stata, in realtà, un estratto composto a partire dallo scheletro della narrazione erodotea.
Le sue Elleniche (in 12 libri) erano, invece, un proseguimento della Guerra del Peloponneso di Tucidide, dal 411 al 394 a.C., data della Battaglia di Cnido, che segnava la fine dell'egemonia spartana sul mare Egeoː la narrazione di Teopompo, a quanto risulta, era molto dettagliata e assai più ampia di quella parallela delle Elleniche di Senofonte. Ne sono sopravvissuti , comunque, pochissimi frammenti, e alcuni ritengono che le Elleniche di Ossirinco sarebbero proprio parti dell'opera di Teopompo.
Le Storie filippiche (Φιλιππικά) furono iniziate verso la metà del IV secolo, interrompendo le Elleniche. Si trattava una storia universale al cui centro si trovava la controversa figura di Filippo II di Macedonia.
Più ampia è la documentazione rimastaci di questa narrazione che copriva gli eventi dall'ascesa al potere di Filippo nel 359, fino alla sua morte nel 336. Era un'opera estremamente vasta (ben 58 libri), con una grande quantità di digressioni anche geografiche, culturali, mitologiche e persino storie fantastiche e racconti favolosi (in questo Teopompo si poneva sulla scia di Erodoto). Nell'opera Teopompo trattava anche delle vicende della Sicilia, dell'Italia, della Spagna, della Persia.
Scrisse anche, secondo le testimonianze antiche, un'opera Sulle ricchezze saccheggiate a Delfi e una Contro Platone che, tuttavia, potrebbero essere state parti delle Filippiche. Molto nota è la digressione sui Demagoghi ateniesi del X libro, che prendeva spunto dall'opera di Stesimbroto di Taso e conobbe una propria indipendente fortuna.

## Metodo e stile
Per Teopompo il lavoro di storico non è secondario rispetto a quello di retore. Sappiamo della meticolosità messa nella ricerca, dell'attenzione all'autopsia come metodo di accertamento delle fonti storiche e di un interesse per l'epigrafia e i documenti come fonte per la storiografia. D'altro canto, Teopompo era noto per aver preso parti di opere da altri e per raccontare fatti cambiando di volta in volta i nomi dei protagonisti. Nelle opere di Teopompo era riconosciuta una certa abilità nella caratterizzazione dei personaggi e dei loro stati d'animo.
Un aspetto moralistico pervade l'intera opera: numerosi politici sono accusati di depravazione morale, in particolare i demagoghi ateniesi. Si rivelano così la tendenza aristocratico-conservatrice di Teopompo, abbinata a sentimenti filospartani. Più avanti egli vide concretizzarsi il suo ideale politico in una monarchia patriarcale, il cui rappresentante ideale era Filippo.
Teopompo ebbe vastissima fortuna nell'antichità e divenne uno degli storiografi greci più letti; nonostante ciò, a un certo punto le sue opere andarono quasi completamente perdute. Il giudizio moderno è meno positivo, per un modo di procedere riconducibile soprattutto all'interesse per il meraviglioso, alla forma retorica e alle esagerazione moralistiche.